# Lo specchio magico
Lo specchio magico (ひみつのアッコちゃん?, Himitsu no Akko-chan, lett. "Il segreto di Akko") è un manga scritto e disegnato da Fujio Akatsuka pubblicato dal 1962 al 1965 sulla rivista shōjo Ribon di Shūeisha ed è uno dei primi del genere maho shōjo. L'opera diede il via ad una famosa serie animata prodotta da Toei Animation nel 1969, cui sono seguite due serie remake realizzate nel 1988 e nel 1998. Sono stati fatti anche sette lungometraggi animati, di cui cinque relativi alla prima serie e due alla seconda, usciti dal 1989. Nel 2012 è stato distribuito il film in live action con Masaki Okada nella parte del protagonista maschile.

## Trama
Anche se la serie ha avuto diversi remake, la storia è rimasta sostanzialmente la stessa: ruota principalmente attorno alla protagonista, alle persone a lei vicine e a tutti gli eventi che si verificano come conseguenza della sua capacità di trasformarsi in altri individui, di cambiare identità, per risolvere svariati problemi.
La protagonista, chiamata Stilly Kagami (Atsuko "Akko-chan" in originale), è un'energica ragazzina di scuola primaria, con ottimi voti, molto diligente e sempre circondata da amici. Ha i capelli castani, indossa un abitino composto da una gonna bianca, una camicetta a maniche corte, una giacca rossa e calzini bianchi.
Stilly ha una speciale predilezione per gli specchi, in cui ama rimirarsi. Un giorno il suo specchio favorito, che le era stato regalato dalla madre (in alcune versioni da suo padre, di ritorno da un viaggio in India), si rompe e la ragazza preferisce seppellirne in giardino i frammenti, anziché gettarli nella spazzatura. Quella notte stessa, lo Spirito degli Specchi ne vuole premiare il buon cuore (per aver trattato lo specchio in modo rispettoso e non semplicemente buttandolo via) e, apparsole in sogno, le dona uno specchietto dai poteri magici, lo specchio magico, che ha la capacità di trasformare con un incantesimo Stilly in qualsiasi cosa ella desideri.
Nelle ultime due serie sarà la Regina del Mondo degli Specchi a farle il dono; nella terza serie, inoltre, Stilly otterrà il potere di vedere qualunque luogo attraverso lo specchio magico donatole dalla Regina.

## Media

### Manga
Il manga è stato pubblicato in Giappone sulla rivista Ribon dal 1962 al 1965 e in Italia da Fabbri Editori sulla rivista Candy Candy con tavole colorate e ribaltate dal numero 216 al numero 235. La pubblicazione italiana è però incompleta.

### Anime
L'anime originale conta 94 episodi trasmessi nel corso degli anni 1969 e 1970. La serie è stata animata da Toei Animation e trasmessa da TV Asahi: ha avuto un grande successo, tanto che nel corso del tempo sono stati realizzati due remake, uno del 1988 con un totale di 61 episodi e l'ultimo di 44 episodi nel 1998. Le tre serie sono state interamente trasmesse in Italia da Italia 1. La prima serie, dopo essere stata trasmessa in prima TV su Italia 1 dal 1º settembre 1984, è stata replicata anche sulle televisioni locali e su alcune syndication.
| Nº                                                            | Titolo italiano Giapponese 「Kanji」 - Rōmaji                                                 | In onda           | In onda |
| Nº                                                            | Titolo italiano Giapponese 「Kanji」 - Rōmaji                                                 | Giapponese        |         |
| Lo specchio magico - prima serie - 1969 (94 episodi)          |                                                                                               |                   |         |
| 1                                                             | Lo spirito delle stelle 「ふしぎな鏡でルル…」 - fushigina kagami de ruru...                   | 6 gennaio 1969    |         |
| 2                                                             | Le buone azioni 「レッツゴー健太くん」 - rettsugo kenta kun                                   | 13 gennaio 1969   |         |
| 3                                                             | Il circo viene in città 「サーカス団がやってきた」 - sakasu dan gayattekita                   | 20 gennaio 1969   |         |
| 4                                                             | Una promessa mantenuta 「男の約束どうしたの」 - otoko no yakusoku dōshitano                   | 27 gennaio 1969   |         |
| 5                                                             | Una meravigliosa bicicletta 「すてきな自転車ランランラン」 - sutekina jitensha ranranran      | 3 febbraio 1969   |         |
| 6                                                             | Un'emozione sconvolgente 「スリルとショックで大あわて」 - suriru to shokku de ooa wate        | 10 febbraio 1969  |         |
| 7                                                             | Mamma sei meravigliosa 「ママすてきッ!!」 - mama suteki tsu!!                                 | 17 febbraio 1969  |         |
| 8                                                             | Il segreto di Stilly 「コンパクトＳＯＳ」 - konpakuto SOS                                     | 24 febbraio 1969  |         |
| 9                                                             | Dov'è il mio papà? 「わたしのパパはどこ？」 - watashino papa hadoko?                          | 3 marzo 1969      |         |
| 10                                                            | Voglio un fratellino 「けんか友だち手をつなげ」 - kenka tomo dachi te wotsunage               | 10 marzo 1969     |         |
| 11                                                            | Caccia al ladro 「名探偵ナンバー・ワン」 - meitantei nanba. wan                               | 17 marzo 1969     |         |
| 12                                                            | L'ingiustizia di Sato 「先生!!こっち向いて」 - sensei!! kocchi mui te                         | 24 marzo 1969     |         |
| 13                                                            | Un addio con sorriso 「別れても笑顔で」 - wakare temo egao de                                 | 31 marzo 1969     |         |
| 14                                                            | Operazione concorso 「コンクール作戦」 - konkuru sakusen                                      | 7 aprile 1969     |         |
| 15                                                            | La favola di Stilly 「そのウソ ほんと?!」 - sono uso honto?!                                  | 14 aprile 1969    |         |
| 16                                                            | Il rapimento 「ドラがあぶない」 - dora gaabunai                                               | 21 aprile 1969    |         |
| 17                                                            | Il francobollo perduto 「私は目げき者」 - watashi ha me geki mono                             | 28 aprile 1969    |         |
| 18                                                            | Paura nel seminterrato 「こわーい地下室」 - kowa i chikashitsu                                | 5 maggio 1969     |         |
| 19                                                            | Il cigno nella tempesta 「嵐にとぶ白鳥」 - arashi nitobu hakuchō                              | 12 maggio 1969    |         |
| 20                                                            | Taisho scappa di casa 「大将の独立運動」 - taishō no dokuritsūndō                             | -                 |         |
| 21                                                            | Cani e gatti eterni nemici 「わんニャン物語」 - wan nyan monogatari                           | -                 |         |
| 22                                                            | Corri cerbiatto 「野山を走れ子鹿ちゃん」 - noyama wo hashire kojika chan                      | -                 |         |
| 23                                                            | Gammo diventa attore 「落語がすきすき」 - rakugo gasukisuki                                   | -                 |         |
| 24                                                            | Un'avventura con 10 「10000円で大冒険」 - 10000 en de daibōken                                | -                 |         |
| 25                                                            | La bianca nave di papà 「夢呼ぶパパの白い船」 - yume yobu papa no shiroi fune                 | -                 |         |
| 26                                                            | Un compleanno mozzafiato 「誕生日ご用心」 - tanjōbi go yōjin                                  | -                 |         |
| 27                                                            | La collana dell’amicizia 「友情のネックレス」 - yūjō no nekkuresu                             | -                 |         |
| 28                                                            | Il mistero del pianista 「パパと歌おうセレナーデ」 - papa to utao u serenade                  | -                 |         |
| 29                                                            | La donna lucertola 「出た！とかげ女」 - deta! tokage onna                                     | -                 |         |
| 30                                                            | Una vittoria contesa 「泳げ涙のゴールまで」 - oyoge namida no goru made                       | -                 |         |
| 31                                                            | Una gita movimentata 「くまとたぬきとハイキング」 - kumatotanukito haikingu                   | -                 |         |
| 32                                                            | La voce del cuore 「こころとこころに歌がある」 - kokorotokokoroni uta gaaru                   | -                 |         |
| 33                                                            | Donna è bello 「くたばれ女の子」 - kutabare onnanoko                                          | -                 |         |
| 34                                                            | I due trovatelli 「あしたの花園」 - ashitano hanazono                                         | -                 |         |
| 35                                                            | La bimba prodigio 「天才赤ちゃんこんにちは」 - tensai akachan konnichiha                      | -                 |         |
| 36                                                            | Una strana ragazza 「歌よ涙を吹きとばせ」 - uta yo namida wo fuki tobase                      | -                 |         |
| 37                                                            | Re zero 「れいてんの神様」 - reitenno kamisama                                                | -                 |         |
| 38                                                            | La racchetta bianca 「白いラケットに誓おう」 - shiroi raketto ni chikao u                     | -                 |         |
| 39                                                            | Il bambino e il ranocchio 「バンザイ！ペット君」 - banzai! petto kun                          | -                 |         |
| 40                                                            | Il paese degli specchi 「鏡の国みーつけた」 - kagaminokuni mi tsuketa                         | -                 |         |
| 41                                                            | Ricordi del passato 「あたしはどうして？」 - atashihadōshite?                                 | -                 |         |
| 42                                                            | Il nonno senza passato 「白いお船で来た少女」 - shiroi o fune de kita shōjo                   | -                 |         |
| 43                                                            | Le meraviglie dell’universo 「お月さまのドリームランド」 - o gatsu samano dorimurando         | -                 |         |
| 44                                                            | Un gioco pericoloso 「夕日にとどけ天使の願い」 - yūhi nitodoke tenshi no negai                | -                 |         |
| 45                                                            | Un pappagallo impertinente 「にくまれオウムがとんできた」 - nikumare ōmu gatondekita          | -                 |         |
| 46                                                            | L’isola del sud 「南の島に愛の祈り」 - minami no shima ni ai no inori                         | -                 |         |
| 47                                                            | Storia a fumetti 「アイヌの少女の物語」 - ainu no shōjo no monogatari                         | -                 |         |
| 48                                                            | Il tesoro dei pirati 「宝の島で大騒動」 - takara no shima de oosōdō                           | -                 |         |
| 49                                                            | Ken il montanaro 「お山の大将君と僕」 - o yama no taishō kun to boku                          | -                 |         |
| 50                                                            | I doni di Natale 「クリスマスプレゼントなーに!?」 - kurisumasupurezento na ni!?               | -                 |         |
| 51                                                            | Il cane di pezza 「暮の裏町雪が降る」 - kure no uramachi yuki ga furu                         | -                 |         |
| 52                                                            | Il kimono 「春を呼ぶ夢なんの夢」 - haru wo yobu yume nanno yume                               | -                 |         |
| 53                                                            | La grande maratona 「マラソン大会忍者が走る」 - marason taikai ninja ga hashiru               | -                 |         |
| 54                                                            | Un mare di lacrime 「海へ流そう悲しい涙」 - umi he nagaso u kanashi i namida                  | -                 |         |
| 55                                                            | Lite in famiglia 「パパもママもだいきらい」 - papa mo mama modaikirai                         | -                 |         |
| 56                                                            | I terribili demoni 「怒をこめて鬼はそと！」 - do wokomete oni hasoto!                         | -                 |         |
| 57                                                            | Il professore gigante 「五年一組ベコのクラス」 - gonen hitokumi beko no kurasu                | -                 |         |
| 58                                                            | Il sorriso della bambola 「母人形の笑顔のように」 - haha ningyō no egao noyōni                | -                 |         |
| 59                                                            | La figlia delle nevi 「ゆきんこ」 - yukinko                                                   | -                 |         |
| 60                                                            | La festa delle bambole 「とびだしたおひな様」 - tobidashitaohina sama                         | -                 |         |
| 61                                                            | La regina solitaria 「ひとりぼっちの女王さま」 - hitoribocchino joō sama                      | -                 |         |
| 62                                                            | Cani e gatti uniti per la lotta 「ワンコとニャンコのマイホーム」 - wanko to nyanko no maihomu | -                 |         |
| 63                                                            | Chi è quella ragazza 「Ａ子はだあれ？」 - A ko hadaare?                                       | -                 |         |
| 64                                                            | Un aiuto prezioso 「歓迎！金の卵さま！」 - kangei! kin no tamago sama!                        | -                 |         |
| 65                                                            | Un ragazzo solo 「ダイヤル０はひとりぼっち」 - daiyaru 0 hahitoribocchi                       | -                 |         |
| 66                                                            | Arrivederci papà 「笑顔で送ろうパパの船」 - egao de okuro u papa no fune                      | -                 |         |
| 67                                                            | Lotta al parco dei limoni 「ポンコツ公園の対決」 - ponkotsu kōen no taiketsu                  | -                 |         |
| 68                                                            | Gabo il bugiardo 「ウソップ物語」 - usoppu monogatari                                         | -                 |         |
| 69                                                            | I pesci volanti 「青空いっぱい鯉のぼり」 - aozora ippai koi nobori                            | -                 |         |
| 70                                                            | Quando cala la nebbia 「霧の中のできごと」 - kiri no nakano dekigoto                          | -                 |         |
| 71                                                            | Corri cavallo 「走れ馬っ子」 - hashire uma tsu ko                                             | -                 |         |
| 72                                                            | Il capoclasse 「リーダーはあなたよ！」 - rida haanatayo!                                      | -                 |         |
| 73                                                            | La festa di Norizaku 「ばくだん小公子」 - bakudan shōkōshi                                    | -                 |         |
| 74                                                            | Un terribile dubbio 「疑ってごめんね」 - utagatte gomenne                                     | -                 |         |
| 75                                                            | Il principe azzurro 「海がまぶしい」 - umi gamabushii                                         | -                 |         |
| 76                                                            | Il vecchio pittore 「あの微笑みをもう一度」 - ano hohoemi womō ichido                         | -                 |         |
| 77                                                            | Il torneo di pallavolo 「涙の回転レシーブ」 - namida no kaiten reshibu                        | -                 |         |
| 78                                                            | Alzati Midori 「歩くのよ！自分の足で」 - aruku noyo! jibun no ashi de                         | -                 |         |
| 79                                                            | Attenti al cane 「負けてたまるか！ワンワンくん」 - make tetamaruka! wanwan kun                | -                 |         |
| 80                                                            | Un’antica leggenda 「むかしむかし話」 - mukashimukashi hanashi                                | -                 |         |
| 81                                                            | Viva la nonna 「おばあちゃんがんばって」 - obaachanganbatte                                   | -                 |         |
| 82                                                            | Coraggio papà 「泣くな父ちゃん僕はやる」 - naku na tōchan bokuha yaru                         | -                 |         |
| 83                                                            | Il nemico di Taro 「都会っ子田舎っ子」 - tokai tsu ko inaka tsu ko                            | -                 |         |
| 84                                                            | Voglio gridare la mia felicità 「思いきり泣きたい」 - omoi kiri naki tai                      | -                 |         |
| 85                                                            | La principessa del lago dei cigni 「夢みる白鳥」 - yume miru hakuchō                          | -                 |         |
| 86                                                            | Il mare mi chiama 「明日を呼ぶ海」 - ashita wo yobu umi                                       | -                 |         |
| 87                                                            | Crudeltà sugli animali 「動物ざんこく物語」 - dōbutsu zankoku monogatari                      | -                 |         |
| 88                                                            | Cerca di ricordare 「お姉さん思い出すのよ！」 - o neesan omoidasu noyo!                       | -                 |         |
| 89                                                            | L’idolo della scuola 「学校一の人気者」 - gakkō ichi no ninkimono                             | -                 |         |
| 90                                                            | Il giuramento 「この指にとーまれ」 - kono yubi nito mare                                      | -                 |         |
| 91                                                            | Il cantastorie 「紙芝居おしばい」 - kamishibai oshibai                                        | -                 |         |
| 92                                                            | È scomparso un bambino 「逃げ出した赤ん坊」 - nigedashi ta akanbō                             | -                 |         |
| 93                                                            | Un bambino terribile 「親バカ、子バカの人助け!!」 - oya baka, ko baka no hitodasuke!!         | -                 |         |
| 94                                                            | Addio specchio magico 「さようなら私のコンパクト」 - sayōnara watashi no konpakuto            | 26 ottobre 1970   |         |
| Un mondo di magia - Seconda serie - 1988 (61 episodi)         |                                                                                               |                   |         |
| 1                                                             | 「鏡の国のプレゼント!?」 - kagaminokuni no purezento!?                                        | 9 gennaio 1988    |         |
| 2                                                             | 「混戦データでドキッ！」 - konsen deta de dokitsu!                                            | -                 |         |
| 3                                                             | 「コンパクトを返して！」 - konpakuto wo kaeshi te!                                            | -                 |         |
| 4                                                             | 「シッポナ誘かい事件!?」 - shippona yū kai jiken!?                                            | -                 |         |
| 5                                                             | Un amore di pesce 「ヘッ!?初恋は大ナマズ」 - hetsu!? hatsukoi ha dai namazu                   | -                 |         |
| 6                                                             | La fidanzata del professor Sato 「佐藤先生の婚約者!?」 - satō sensei no konyakusha!?          | -                 |         |
| 7                                                             | 「赤ちゃんで大さわぎ!!」 - akachan de taisa wagi!!                                            | -                 |         |
| 8                                                             | 「潜入！エリート幼稚園」 - sennyū! erito yōchien                                              | -                 |         |
| 9                                                             | 「ドラの悩みごと？」 - dora no nayami goto?                                                   | -                 |         |
| 10                                                            | Il corso di sci 「恐怖のスキーレース」 - kyōfu no sukiresu                                    | -                 |         |
| 11                                                            | 「サンタさんの贈りもの」 - santa sanno okuri mono                                             | -                 |         |
| 12                                                            | L'alieno goloso 「タコ焼き大好き宇宙人!?」 - tako yaki daisuki uchūjin!?                      | -                 |         |
| 13                                                            | Tanto per ridere 「ガンモの落語名人劇場」 - ganmo no rakugo meijin gekijō                     | -                 |         |
| 14                                                            | 「転校生はアブナイやつ」 - tenkōsei ha abunai yatsu                                           | -                 |         |
| 15                                                            | 「勝負！雪ダルマ合戦」 - shōbu! yuki daruma kassen                                            | -                 |         |
| 16                                                            | 「走れ！名馬ハヤテ」 - hashire! meiba hayate                                                  | -                 |         |
| 17                                                            | 「曙のあのコは白魔術」 - akebono noano ko ha hakuma jutsu                                     | -                 |         |
| 18                                                            | 「季節はずれの蝶々」 - kisetsu hazureno chōchō                                                | -                 |         |
| 19                                                            | Bulli e cinghiali 「コンパクトが使えない」 - konpakuto ga tsukae nai                          | -                 |         |
| 20                                                            | Lupo solitario 「狼はひとりぼっち」 - ookami hahitoribocchi                                   | -                 |         |
| 21                                                            | Da grande farò l'hostess! 「憧れのスチュワーデス」 - akogare no suchuwadesu                   | -                 |         |
| 22                                                            | Crisi familiare 「父ちゃんのお花見物語」 - tōchan noo hanami monogatari                       | -                 |         |
| 23                                                            | 「アイドルって大変！」 - aidoru tte taihen!                                                   | -                 |         |
| 24                                                            | Evviva la libertà 「フォアグラ将軍の反乱」 - foagura shōgun no hanran                         | -                 |         |
| 25                                                            | Il matrimonio combinato 「お見合いはお上品に」 - o miai hao jōhin ni                          | -                 |         |
| 26                                                            | Il grande amore 「カン吉と青い目の少女」 - kan kichi to aoime no shōjo                        | -                 |         |
| 27                                                            | La casa abbandonata 「幽霊屋敷のタヌキ騒動」 - yūrei yashiki no tanuki sōdō                   | -                 |         |
| 28                                                            | Il wrestling 「悪役レスラーの恋」 - akuyaku resura no koi                                     | -                 |         |
| 29                                                            | 「鏡の中に消えたキーオ」 - kagami no nakani kie ta kio                                        | -                 |         |
| 30                                                            | Stilly sale sul ring 「ハッケヨイのこった！」 - hakkeyoi nokotta!                             | -                 |         |
| 31                                                            | Il tempio misterioso 「花嫁さんはホラー好き」 - hanayome sanha hora suki                      | -                 |         |
| 32                                                            | Moko e il suo principe azzurro 「モコと夢見る王子さま」 - moko to yumemi ru ōji sama          | -                 |         |
| 33                                                            | Il pulcino verde 「ガンバレひよこちゃん」 - ganbare hiyokochan                                | -                 |         |
| 34                                                            | Il rally ambientale 「アッコのアフリカ物語」 - akko no afurika monogatari                     | -                 |         |
| 35                                                            | Un dissidio familiare 「父と娘の仁義なき戦い」 - chichi to musume no jingi naki tatakai       | -                 |         |
| 36                                                            | Una giusta punizione 「エンマ大王の大将征伐」 - enma daiō no taishō seibatsu                  | -                 |         |
| 37                                                            | Un cuoco sfiduciato 「グルメラーメン繁盛記」 - gurumeramen hanjōki                            | -                 |         |
| 38                                                            | Danza classica, che passione! 「夢見るバレリーナ！」 - yumemi ru barerina!                    | -                 |         |
| 39                                                            | Come padre... tale figlio 「カエルの子はカエル」 - kaeru no ko ha kaeru                       | -                 |         |
| 40                                                            | L'era dei samurai 「花のお江戸の捕物帳」 - hana noo edo no torimonochō                        | -                 |         |
| 41                                                            | Lucciole di mezza estate 「真夏の夜のホタル」 - manatsu no yoru no hotaru                     | -                 |         |
| 42                                                            | Voglio un fratello maggiore 「素敵な兄貴が欲しい！」 - suteki na aniki ga hoshii!             | -                 |         |
| 43                                                            | 「アリとキリギリス」 - ari to kirigirisu                                                      | -                 |         |
| 44                                                            | 「アッコたちの漂流記」 - akko tachino hyōryūki                                                | -                 |         |
| 45                                                            | 「水の中のオバタリアン」 - mizu no nakano obatarian                                           | -                 |         |
| 46                                                            | 「愛のわんこそばツアー」 - ai nowankosoba tsua                                                | -                 |         |
| 47                                                            | 「月夜に泣くかぐや姫」 - tsukiyo ni naku kaguya hime                                          | -                 |         |
| 48                                                            | 「パパとママの青春物語」 - papa to mama no seishunmonogatari                                  | -                 |         |
| 49                                                            | 「階段の怪談で大ピンチ」 - kaidan no kaidan de dai pinchi                                     | -                 |         |
| 50                                                            | La squadra di baseball 「アッコの名ピッチャー」 - akko no mei piccha                          | -                 |         |
| 51                                                            | Lo specchio ha perso i poteri 「エッ！最後の変身？」 - etsu! saigo no henshin?                | -                 |         |
| 52                                                            | 「ワン・ニャン物語」 - wan. nyan monogatari                                                   | -                 |         |
| 53                                                            | Il desiderio e le stelle 「牧場の少女の願いごと」 - bokujō no shōjo no negai goto             | -                 |         |
| 54                                                            | 「大将のスキスキ大作戦」 - taishō no sukisuki daisakusen                                      | -                 |         |
| 55                                                            | 「大マジックのマドンナ」 - dai majikku no madonna                                             | -                 |         |
| 56                                                            | 「ママのテニス教室」 - mama no tenisu kyōshitsu                                               | -                 |         |
| 57                                                            | Il patito di videogiochi 「Ｔ.Ｖゲーム少年を救え！」 - T. V gemu shōnen wo sukue!             | -                 |         |
| 58                                                            | Il tema 「アッコは美人ＯＬ!?」 - akko ha bijin OL!?                                           | -                 |         |
| 59                                                            | Finalmente sposi 「森山先生、お幸せに！」 - moriyama sensei, o shiawase ni!                   | -                 |         |
| 60                                                            | La partenza di Kio 「キーオのいなくなる日」 - kio noinakunaru nichi                           | -                 |         |
| 61                                                            | I segreti si svelano 「私の心のコンパクト」 - watashi no kokoro no konpakuto                  | 24 dicembre 1989  |         |
| Stilly e lo specchio magico - Terza serie - 1998 (44 episodi) |                                                                                               |                   |         |
| 1                                                             | Un magico inizio 「鏡の国のおくりもの」 - kagaminokuni nookurimono                            | 5 aprile 1998     |         |
| 2                                                             | Un simpatico pinguino alla riscossa 「暴れん坊ペンギン・一平」 - abarenbō pengin. ippei       | 12 aprile 1998    |         |
| 3                                                             | Cinema cinema 「ギャング大将・愛の暴走」 - gyangu taishō. ai no bōsō                          | 19 aprile 1998    |         |
| 4                                                             | Un ristorante stregato 「中華おばけレストラン!?」 - chūka obake resutoran!?                   | 26 aprile 1998    |         |
| 5                                                             | Gatton gattoni e miagolii sornioni 「仁義なき猫戦争！」 - jingi naki neko sensō!              | 3 maggio 1998     |         |
| 6                                                             | Preside per un giorno 「学校を守れ！アッコ校長」 - gakkō wo mamore! akko kōchō                | 10 maggio 1998    |         |
| 7                                                             | Una mamma molto speciale 「モコちゃんの晩ごはん」 - moko channo ban gohan                     | 17 maggio 1998    |         |
| 8                                                             | Emozione sul campo di calcio 「男大将・サッカー対決」 - otoko taishō. sakka taiketsu          | 24 maggio 1998    |         |
| 9                                                             | Ciliegie e indovini 「風水師とサクランボ」 - fūsuishi to sakuranbo                            | 31 maggio 1998    |         |
| 10                                                            | La prima cotta 「少将の初恋でしゅ！」 - shōshō no hatsukoi deshu!                             | 7 giugno 1998     |         |
| 11                                                            | Sognando le stelle 「落語と豆腐と宇宙人！」 - rakugo to tōfu to uchūjin!                      | 14 giugno 1998    |         |
| 12                                                            | Stilly sul ring 「ジャイアント・アッコ」 - jaianto. akko                                      | 21 giugno 1998    |         |
| 13                                                            | Arriva Beatrix supergirl 「美少女仮面におまかせ」 - bishōjo kamen niomakase                   | 28 giugno 1998    |         |
| 14                                                            | Troppe bugie 「チカ子の噂でワニワニ!?」 - chika ko no uwasa de waniwani!?                     | 5 luglio 1998     |         |
| 15                                                            | Lo spettacolo dei delfini 「夢のイルカショー！」 - yume no irukasho!                          | 12 luglio 1998    |         |
| 16                                                            | Wow che peste! 「お騒がせスーパーベビー」 - o sawaga se supabebi                              | 26 luglio 1998    |         |
| 17                                                            | Un mare di ricordi 「思い出の渚・タコの海」 - omoide no nagisa. tako no umi                   | 2 agosto 1998     |         |
| 18                                                            | Il guardiano del lago 「巨大鯉を探せ！夏の冒険」 - kyodai koi wo sagase! natsu no bōken       | 9 agosto 1998     |         |
| 19                                                            | Un pinguino al sole 「受難！夏バテペンギン」 - junan! natsubate pengin                        | 16 agosto 1998    |         |
| 20                                                            | La grande festa 「華麗なるマジシャン！」 - karei naru majishan!                               | 23 agosto 1998    |         |
| 21                                                            | La magia di un libro 「人魚の読書感想文!?」 - ningyo no dokushokansōbun!?                     | 30 agosto 1998    |         |
| 22                                                            | La foto misteriosa 「ド演歌・夫婦(めおと)道！」 - do enka. fūfu (meoto) michi!                | 6 settembre 1998  |         |
| 23                                                            | Paura a quattro zampe 「恋のワンワン騒動！」 - koi no wanwan sōdō!                            | 13 settembre 1998 |         |
| 24                                                            | Dove abita Dorina? 「ひみつのチカ子ちゃん」 - himitsuno chika ko chan                         | 20 settembre 1998 |         |
| 25                                                            | Il ladro fantasma 「怪盗ふくみみの挑戦！」 - kaitō fukumimino chōsen!                         | 27 settembre 1998 |         |
| 26                                                            | Un nuovo potere 「新しいひ・み・つ！」 - atarashi ihi. mi. tsu!                               | 11 ottobre 1998   |         |
| 27                                                            | Il coniglio e la tartaruga 「走れ！バニーガール」 - hashire! banigaru                         | 18 ottobre 1998   |         |
| 28                                                            | Che fame ragazzi! 「ダイエット狂騒曲！」 - daietto kyō sō kyoku!                              | 25 ottobre 1998   |         |
| 29                                                            | Caccia al tesoro 「ここ掘れペンペン！」 - koko hore penpen!                                   | 1º novembre 1998  |         |
| 30                                                            | Romeo, Romeo...ma quanti Romeo! 「ロミオがいっぱい!?」 - romio gaippai!?                      | 8 novembre 1998   |         |
| 31                                                            | Corri campione! 「駆けろ！サラブレッド」 - kake ro! sarabureddo                               | 15 novembre 1998  |         |
| 32                                                            | Lettera d'amore 「ひみつのラブレター」 - himitsuno rabureta                                   | 22 novembre 1998  |         |
| 33                                                            | Formaggio, che passione! 「ガンモの豆腐道！」 - ganmo no tōfu michi!                          | 29 novembre 1998  |         |
| 34                                                            | Chi ha paura del fantasma? 「少将・学校へ行く！」 - shōshō. gakkō he iku!                     | 6 dicembre 1998   |         |
| 35                                                            | Un nuovo capo 「新親分をさがせ!?」 - shin oyabun wosagase!?                                   | 13 dicembre 1998  |         |
| 36                                                            | Babbo Natale e la polvere di stelle 「サンタさんと願い星」 - santa santo negai hoshi          | 20 dicembre 1998  |         |
| 37                                                            | 「大将の一番長い日！」 - taishō no ichiban nagai nichi!                                       | 10 gennaio 1999   |         |
| 38                                                            | Un mondo di sogni 「ふしぎの夢のアッコ」 - fushigino yume no akko                             | 17 gennaio 1999   |         |
| 39                                                            | Il ritorno del ladro fantasma 「怪盗ふくみみの逆襲！」 - kaitō fukumimino gyakushū!           | 24 gennaio 1999   |         |
| 40                                                            | Risate sul ghiaccio 「飛べ！銀盤の妖精」 - tobe! ginban no yōsei                              | 31 gennaio 1999   |         |
| 41                                                            | Una questione di gusti 「史上最低の変身！」 - shijō saitei no henshin!                        | 7 febbraio 1999   |         |
| 42                                                            | Il mistero di San Valentino 「チョコレート陰謀団」 - chokoreto inbō dan                       | 14 febbraio 1999  |         |
| 43                                                            | Dove scappi Lorella? 「冬の日の迷い猫」 - fuyu no nichi no mayoi neko                         | 21 febbraio 1999  |         |
| 44                                                            | La fine di un sogno 「さよなら私のひみつ」 - sayonara watashi nohimitsu                       | 28 febbraio 1999  |         |

#### Sigle
Sigle Italiane
- Lo specchio magico, musica e testo di Riccardo Zara, cantata dai Cavalieri del Re (prima serie).
- Un mondo di magia, musica di Massimiliano Pani, testo di Alessandra Valeri Manera, cantata da Cristina D'Avena (seconda serie).
- Stilly e lo specchio magico, musica di Franco Fasano, testo di Alessandra Valeri Manera, cantata da Cristina D'Avena (terza serie).

### Lungometraggi
La prima serie ha avuto 5 lungometraggi animati. La seconda serie invece (conosciuta in Italia col titolo Un mondo di magia) ha avuto due film sequel: Himitsu no Akko-chan movie del 1989 e Himitsu no Akko-chan: Umi da! Obake da!! Natsu Matsuri sempre dello stesso anno. 
Un film in live-action basato sulla serie è uscito nel 2012 con il titolo di Himitsu no Akko-chan - Il film. 